# Piranhea
Piranhea là một chi thực vật có hoa trong họ Picrodendraceae.

## Loài
Chi Piranhea gồm các loài: